# دنیاگیری کووید-۱۹ بر پایه کشور و سرزمین

نقشه موارد تأیید شده سرانه کووید-۱۹ (تا تاریخ ۱۹_ژوئن_2020)
بیش از ۱۰۰۰ موارد در هر میلیون نفر
۵۰۰–۱۰۰۰ موارد در هر میلیون نفر
۲۰۰–۵۰۰ موارد در هر میلیون نفر
۵۰–۲۰۰ موارد در هر میلیون نفر
>۰–۵۰ موارد در هر میلیون نفر
هیچ موردی گزارش نشده‌است، بدون جمعیت، یا داده‌ای وجود ندارد

کل موارد تأیید شده کووید-۱۹ براساس کشور و قلمرو (تا تاریخ ۱۳ خرداد ۱۳۹۹)
بیش از ۱۰۰٬۰۰۰ موارد تأیید شده
۱۰٬۰۰۰–۹۹٬۹۹۹ مورد تأیید شده
۱٬۰۰۰–۹٬۹۹۹ مورد تأیید شده
۱۰۰–۹۹۹ مورد تأیید شده
۱۰ تا ۹۹ مورد تأیید شده
۱–۹ مورد تأیید شده
هیچ مورد تأیید نشده

مرگ و میر تأیید شده ناشی از کووید-۱۹ براساس کشور و قلمرو (تا تاریخ ۱۸ ابان ۱۴۰۰)
بیش از ۱۰۰ مرگ در هر میلیون نفر جمعیت
۱۰–۱۰۰ مرگ در هر میلیون نفر
۱–۱۰ مرگ در هر میلیون نفر از ساکنان
۰٫۱–۱ مرگ و میر در هر میلیون نفر
۰٫۰۱–۰٫۱ مرگ و میر در هر میلیون نفر
هیچ مورد تأیید نشده

این مقاله کشورها و سرزمینهای تحت تاثیر کروناویروس و پاسخ آن‌ها به بیماری را نشان می‌دهد. این ویروس عامل بیماری همه

## دنیاگیری براساس کشور
در اینجا فهرست کشورها و سرزمین‌هایی که ساکنان‌آن ها به کرونای جدید مبتلا شده‌اند مستند شده‌است، و ممکن است شامل دقیق‌ترین و آخرین آمار نباشد.

|                        | جهان                   | ۲۷۰٬۷۸۳٬۸۹۱ | ۵٬۳۱۲٬۳۱۴ |
| ایالات متحده آمریکا    | ایالات متحده آمریکا    | ۵۰٬۱۱۹٬۴۲۲  | ۷۹۸٬۷۱۰   |
| اتحادیه اروپا          | اتحادیه اروپا          | ۵۰٬۰۱۴٬۴۴۸  | ۸۷۰٬۹۲۱   |
| هند                    | هند                    | ۳۴٬۷۰۳٬۶۴۴  | ۴۷۵٬۸۸۸   |
| برزیل                  | برزیل                  | ۲۲٬۱۷۷٬۰۵۹  | ۶۱۶٬۴۵۷   |
| بریتانیا               | پادشاهی متحد           | ۱۰٬۹۳۵٬۲۴۴  | ۱۴۶٬۹۳۵   |
| روسیه                  | روسیه                  | ۹٬۸۷۱٬۲۲۹   | ۲۸۴٬۹۰۹   |
| ترکیه                  | ترکیه                  | ۹٬۰۶۰٬۹۴۵   | ۷۹٬۳۲۲    |
| فرانسه                 | فرانسه                 | ۸٬۳۶۳٬۴۷۹   | ۱۲۱٬۴۲۴   |
| ایران                  | ایران                  | ۷٬۶۲۷٬۸۶۳   | ۱۴۶٬۸۳۷   |
| آلمان                  | آلمان                  | ۶٬۵۸۱٬۴۳۳   | ۱۰۶٬۲۳۱   |
| آرژانتین               | آرژانتین               | ۵٬۳۵۸٬۴۵۵   | ۱۱۶٬۷۷۱   |
| اسپانیا                | اسپانیا                | ۵٬۳۳۹٬۹۹۲   | ۸۸٬۴۸۴    |
| ایتالیا                | ایتالیا                | ۵٬۲۳۸٬۲۲۱   | ۱۳۴٬۹۲۹   |
| کلمبیا                 | کلمبیا                 | ۵٬۰۹۵٬۸۲۱   | ۱۲۹٬۱۶۳   |
| اندونزی                | اندونزی                | ۴٬۲۵۹٬۲۴۹   | ۱۴۳٬۹۴۸   |
| مکزیک                  | مکزیک                  | ۳٬۹۱۸٬۲۱۶   | ۲۹۶٬۶۷۲   |
| لهستان                 | لهستان                 | ۳٬۸۳۹٬۶۲۵   | ۸۸٬۵۰۸    |
| اوکراین                | اوکراین                | ۳٬۷۳۸٬۳۹۰   | ۹۶٬۹۱۰    |
| آفریقای جنوبی          | آفریقای جنوبی          | ۳٬۱۸۰٬۷۸۵   | ۹۰٬۱۴۸    |
| هلند                   | هلند                   | ۲٬۹۳۶٬۱۷۰   | ۲۰٬۵۹۶    |
| فیلیپین                | فیلیپین                | ۲٬۸۳۶٬۸۰۳   | ۵۰٬۳۴۱    |
| مالزی                  | مالزی                  | ۲٬۶۹۵٬۱۴۳   | ۳۰٬۹۰۸    |
| جمهوری چک              | جمهوری چک              | ۲٬۳۳۸٬۴۰۲   | ۳۴٬۵۵۱    |
| پرو                    | پرو                    | ۲٬۲۵۴٬۳۷۳   | ۲۰۱٬۷۷۰   |
| تایلند                 | تایلند                 | ۲٬۱۷۲٬۰۴۴   | ۲۱٬۱۹۴    |
| عراق                   | عراق                   | ۲٬۰۸۸٬۳۵۹   | ۲۳٬۹۹۴    |
| بلژیک                  | بلژیک                  | ۱٬۹۵۹٬۱۹۳   | ۲۷٬۶۳۱    |
| کانادا                 | کانادا                 | ۱٬۸۴۹٬۷۶۲   | ۲۹٬۹۹۴    |
| رومانی                 | رومانی                 | ۱٬۷۹۳٬۶۴۳   | ۵۷٬۷۴۱    |
| شیلی                   | شیلی                   | ۱٬۷۸۴٬۱۶۵   | ۳۸٬۷۱۶    |
| ژاپن                   | ژاپن                   | ۱٬۷۲۸٬۰۹۰   | ۱۸٬۳۷۰    |
| بنگلادش                | بنگلادش                | ۱٬۵۷۹٬۷۱۰   | ۲۸٬۰۳۱    |
| ویتنام                 | ویتنام                 | ۱٬۴۲۸٬۴۲۸   | ۲۸٬۰۸۱    |
| اسرائیل                | اسرائیل                | ۱٬۳۵۱٬۰۱۵   | ۸٬۲۲۳     |
| پاکستان                | پاکستان                | ۱٬۲۸۹٬۵۴۳   | ۲۸٬۸۳۹    |
| اسلواکی                | اسلواکی                | ۱٬۲۸۹٬۲۵۲   | ۱۵٬۴۱۵    |
| صربستان                | صربستان                | ۱٬۲۷۵٬۲۱۴   | ۱۲٬۲۰۹    |
| اتریش                  | اتریش                  | ۱٬۲۳۲٬۲۰۴   | ۱۳٬۲۱۸    |
| سوئد                   | سوئد                   | ۱٬۲۲۹٬۲۱۷   | ۱۵٬۱۹۱    |
| مجارستان               | مجارستان               | ۱٬۱۹۸٬۹۳۹   | ۳۶٬۸۸۴    |
| پرتغال                 | پرتغال                 | ۱٬۱۹۶٬۶۰۲   | ۱۸٬۶۷۳    |
| سوئیس                  | سوئیس                  | ۱٬۱۳۵٬۳۶۳   | ۱۱٬۷۹۳    |
| قزاقستان               | قزاقستان               | ۱٬۰۶۳٬۸۰۹   | ۱۸٬۰۴۹    |
| اردن                   | اردن                   | ۱٬۰۱۵٬۲۸۹   | ۱۲٬۰۲۴    |
| یونان                  | یونان                  | ۱٬۰۰۶٬۷۰۶   | ۱۹٬۳۴۵    |
| کوبا                   | کوبا                   | ۹۶۳٬۶۹۳     | ۸٬۳۱۳     |
| مراکش                  | مراکش                  | ۹۵۱٬۵۴۴     | ۱۴٬۷۹۸    |
| گرجستان                | گرجستان                | ۸۹۰٬۸۱۳     | ۱۲٬۷۷۷    |
| نپال                   | نپال                   | ۸۲۴٬۵۳۵     | ۱۱٬۵۵۷    |
| امارات متحده عربی      | امارات متحده عربی      | ۷۴۲٬۸۹۴     | ۲٬۱۵۱     |
| تونس                   | تونس                   | ۷۱۹٬۵۸۶     | ۲۵٬۴۳۲    |
| بلغارستان              | بلغارستان              | ۷۱۴٬۶۸۸     | ۲۹٬۵۳۶    |
| لبنان                  | لبنان                  | ۶۹۰٬۸۴۱     | ۸٬۸۶۰     |
| بلاروس                 | بلاروس                 | ۶۷۵٬۷۳۴     | ۵٬۲۸۶     |
| کرواسی                 | کرواسی                 | ۶۵۴٬۶۵۵     | ۱۱٬۶۶۶    |
| جمهوری ایرلند          | جمهوری ایرلند          | ۶۲۸٬۳۰۶     | ۵٬۷۸۸     |
| گواتمالا               | گواتمالا               | ۶۲۲٬۲۳۷     | ۱۶٬۰۴۸    |
| جمهوری آذربایجان       | جمهوری آذربایجان       | ۶۰۴٬۹۹۸     | ۸٬۱۰۴     |
| سری‌لانکا               | سری‌لانکا               | ۵۷۳٬۶۴۹     | ۱۴٬۶۴۱    |
| دانمارک                | دانمارک                | ۵۶۸٬۴۷۷     | ۳٬۰۳۶     |
| کاستاریکا              | کاستاریکا              | ۵۶۷٬۹۹۵     | ۷٬۳۳۲     |
| بولیوی                 | بولیوی                 | ۵۵۳٬۱۰۸     | ۱۹٬۳۱۷    |
| عربستان سعودی          | عربستان سعودی          | ۵۵۰٬۳۰۴     | ۸٬۸۵۵     |
| اکوادور                | اکوادور                | ۵۳۳٬۱۹۰     | ۳۳٬۵۵۸    |
| کره جنوبی              | کره جنوبی              | ۵۲۸٬۶۵۲     | ۴٬۳۸۷     |
| میانمار                | میانمار                | ۵۲۶٬۹۱۱     | ۱۹٬۱۸۸    |
| لیتوانی                | لیتوانی                | ۴۹۱٬۹۵۳     | ۶٬۹۸۹     |
| پاناما                 | پاناما                 | ۴۸۰٬۷۸۱     | ۷٬۳۸۶     |
| فلسطین                 | فلسطین                 | ۴۶۴٬۳۴۱     | ۴٬۸۴۴     |
| پاراگوئه               | پاراگوئه               | ۴۶۳٬۸۲۸     | ۱۶٬۵۱۳    |
| اسلوونی                | اسلوونی                | ۴۴۰٬۶۳۳     | ۵٬۴۲۵     |
| ونزوئلا                | ونزوئلا                | ۴۳۸٬۶۸۳     | ۵٬۲۳۹     |
| کویت                   | کویت                   | ۴۱۳٬۷۱۱     | ۲٬۴۶۶     |
| جمهوری دومینیکن        | جمهوری دومینیکن        | ۴۱۰٬۴۱۲     | ۴٬۲۱۹     |
| اروگوئه                | اروگوئه                | ۴۰۲٬۵۰۹     | ۶٬۱۴۵     |
| مغولستان               | مغولستان               | ۳۸۵٬۴۴۷     | ۲٬۰۳۶     |
| لیبی                   | لیبی                   | ۳۷۸٬۸۱۶     | ۵٬۵۶۱     |
| هندوراس                | هندوراس                | ۳۷۸٬۶۱۵     | ۱۰٬۴۲۳    |
| اتیوپی                 | اتیوپی                 | ۳۷۳٬۲۴۰     | ۶٬۸۳۳     |
| مولداوی                | مولداوی                | ۳۷۰٬۰۰۳     | ۹٬۳۹۳     |
| مصر                    | مصر                    | ۳۶۹٬۱۹۸     | ۲۱٬۰۶۰    |
| ارمنستان               | ارمنستان               | ۳۴۲٬۶۰۴     | ۷٬۸۱۹     |
| نروژ                   | نروژ                   | ۳۱۷٬۸۸۰     | ۱٬۱۳۶     |
| عمان                   | عمان                   | ۳۰۴٬۷۲۴     | ۴٬۱۱۳     |
| بوسنی و هرزگوین        | بوسنی و هرزگوین        | ۲۸۱٬۹۰۳     | ۱۲٬۹۹۹    |
| بحرین                  | بحرین                  | ۲۷۸٬۰۶۵     | ۱٬۳۹۴     |
| سنگاپور                | سنگاپور                | ۲۷۳٬۷۰۱     | ۷۹۸       |
| لتونی                  | لتونی                  | ۲۶۲٬۲۱۵     | ۴٬۳۷۶     |
| کنیا                   | کنیا                   | ۲۵۶٬۴۸۴     | ۵٬۳۴۹     |
| قطر                    | قطر                    | ۲۴۵٬۵۲۳     | ۶۱۳       |
| استرالیا               | استرالیا               | ۲۳۲٬۷۳۸     | ۲٬۱۱۳     |
| استونی                 | استونی                 | ۲۲۸٬۵۹۶     | ۱٬۸۶۵     |
| مقدونیه شمالی          | مقدونیه شمالی          | ۲۱۹٬۴۹۰     | ۷٬۷۴۰     |
| نیجریه                 | نیجریه                 | ۲۱۷٬۴۸۱     | ۲٬۹۸۱     |
| الجزایر                | الجزایر                | ۲۱۳٬۰۵۸     | ۶٬۱۵۱     |
| زامبیا                 | زامبیا                 | ۲۱۱٬۲۳۴     | ۳٬۶۷۰     |
| فنلاند                 | فنلاند                 | ۲۰۵٬۳۵۷     | ۱٬۴۴۲     |
| آلبانی                 | آلبانی                 | ۲۰۳٬۹۲۵     | ۳٬۱۴۰     |
| بوتسوانا               | بوتسوانا               | ۱۹۶٬۰۹۰     | ۲٬۴۲۱     |
| ازبکستان               | ازبکستان               | ۱۹۵٬۹۵۸     | ۱٬۴۴۰     |
| قرقیزستان              | قرقیزستان              | ۱۸۳٬۹۹۱     | ۲٬۷۷۰     |
| زیمبابوه               | زیمبابوه               | ۱۶۷٬۱۴۰     | ۴٬۷۳۸     |
| کوزوو                  | کوزوو                  | ۱۶۱٬۲۰۸     | ۲٬۹۸۷     |
| مونته‌نگرو              | مونته‌نگرو              | ۱۵۹٬۹۰۱     | ۲٬۳۵۷     |
| افغانستان              | افغانستان              | ۱۵۷٬۶۴۸     | ۷٬۳۲۸     |
| موزامبیک               | موزامبیک               | ۱۵۳٬۷۸۷     | ۱٬۹۴۵     |
| قبرس                   | قبرس                   | ۱۴۱٬۵۶۶     | ۶۱۱       |
| نامیبیا                | نامیبیا                | ۱۳۳٬۰۹۰     | ۳٬۵۷۸     |
| غنا                    | غنا                    | ۱۳۱٬۵۴۷     | ۱٬۲۴۳     |
| اوگاندا                | اوگاندا                | ۱۲۸٬۱۰۰     | ۳٬۲۶۹     |
| السالوادور             | السالوادور             | ۱۲۱٬۲۰۰     | ۳٬۷۹۷     |
| کامبوج                 | کامبوج                 | ۱۲۰٬۳۷۰     | ۲٬۹۸۹     |
| کامرون                 | کامرون                 | ۱۰۷٬۵۴۹     | ۱٬۸۲۳     |
| رواندا                 | رواندا                 | ۱۰۰٬۶۳۴     | ۱٬۳۴۴     |
| چین                    | چین                    | ۹۹٬۹۳۳      | ۴٬۶۳۶     |
| لوکزامبورگ             | لوکزامبورگ             | ۹۴٬۳۰۰      | ۸۹۵       |
| مالدیو                 | مالدیو                 | ۹۳٬۲۴۶      | ۲۵۸       |
| جامائیکا               | جامائیکا               | ۹۱٬۸۰۲      | ۲٬۴۲۸     |
| لائوس                  | لائوس                  | ۹۰٬۴۵۸      | ۲۵۰       |
| ترینیداد و توباگو      | ترینیداد و توباگو      | ۸۰٬۶۰۷      | ۲٬۴۰۷     |
| سنگال                  | سنگال                  | ۷۴٬۰۹۲      | ۱٬۸۸۶     |
| آنگولا                 | آنگولا                 | ۶۵٬۴۰۴      | ۱٬۷۳۷     |
| مالاوی                 | مالاوی                 | ۶۲٬۳۸۰      | ۲٬۳۰۸     |
| ساحل عاج               | ساحل عاج               | ۶۱٬۹۰۵      | ۷۰۶       |
| جمهوری دموکراتیک کنگو  | جمهوری دموکراتیک کنگو  | ۵۹٬۸۵۱      | ۱٬۱۱۸     |
| اسواتینی               | اسواتینی               | ۵۳٬۵۰۹      | ۱٬۲۵۲     |
| فیجی                   | فیجی                   | ۵۲٬۵۹۳      | ۶۹۷       |
| سورینام                | سورینام                | ۵۱٬۲۰۲      | ۱٬۱۷۷     |
| سوریه                  | سوریه                  | ۴۹٬۲۷۲      | ۲٬۸۱۴     |
| ماداگاسکار             | ماداگاسکار             | ۴۵٬۷۹۴      | ۹۸۰       |
| سودان                  | سودان                  | ۴۴٬۸۷۷      | ۳٬۲۴۴     |
| مالت                   | مالت                   | ۴۰٬۶۲۴      | ۴۷۱       |
| موریتانی               | موریتانی               | ۳۹٬۸۳۴      | ۸۵۰       |
| گویان                  | گویان                  | ۳۸٬۵۵۴      | ۱٬۰۲۰     |
| کیپ ورد                | دماغه سبز              | ۳۸٬۵۰۳      | ۳۵۱       |
| گابن                   | گابن                   | ۳۷٬۵۹۱      | ۲۸۲       |
| پاپوآ گینه نو          | پاپوآ گینه نو          | ۳۵٬۹۳۷      | ۵۸۶       |
| بلیز                   | بلیز                   | ۳۱٬۰۳۳      | ۵۸۶       |
| گینه                   | گینه                   | ۳۰٬۷۹۸      | ۳۸۸       |
| باربادوس               | باربادوس               | ۲۶٬۸۱۴      | ۲۵۳       |
| توگو                   | توگو                   | ۲۶٬۴۱۶      | ۲۴۳       |
| تانزانیا               | تانزانیا               | ۲۶٬۳۰۹      | ۷۳۴       |
| هائیتی                 | هائیتی                 | ۲۵٬۷۵۸      | ۷۶۱       |
| بنین                   | بنین                   | ۲۴٬۸۹۷      | ۱۶۱       |
| سیشل                   | سیشل                   | ۲۳٬۹۰۱      | ۱۲۹       |
| لسوتو                  | لسوتو                  | ۲۳٬۱۰۲      | ۶۶۴       |
| سومالی                 | سومالی                 | ۲۳٬۰۷۴      | ۱٬۳۳۳     |
| باهاما                 | باهاما                 | ۲۲٬۹۰۷      | ۷۰۸       |
| موریس                  | موریس                  | ۲۲٬۶۵۱      | ۲۴۰       |
| بوروندی                | بوروندی                | ۲۰٬۸۸۶      | ۳۸        |
| تیمور شرقی             | تیمور شرقی             | ۱۹٬۸۲۹      | ۱۲۲       |
| ایسلند                 | ایسلند                 | ۱۹٬۵۴۷      | ۳۶        |
| آندورا                 | آندورا                 | ۱۹٬۴۴۰      | ۱۳۳       |
| جمهوری کنگو            | جمهوری کنگو            | ۱۹٬۰۶۶      | ۳۵۹       |
| مالی                   | مالی                   | ۱۸٬۶۲۷      | ۶۳۰       |
| تاجیکستان              | تاجیکستان              | ۱۷٬۴۹۳      | ۱۲۵       |
| نیکاراگوئه             | نیکاراگوئه             | ۱۷٬۳۲۸      | ۲۱۴       |
| تایوان                 | تایوان                 | ۱۶٬۷۴۲      | ۸۴۸       |
| بورکینافاسو            | بورکینافاسو            | ۱۶٬۳۳۴      | ۲۹۰       |
| برونئی                 | برونئی                 | ۱۵٬۳۶۲      | ۹۸        |
| گینه استوایی           | گینه استوایی           | ۱۳٬۶۱۲      | ۱۷۵       |
| جیبوتی                 | جیبوتی                 | ۱۳٬۵۱۴      | ۱۸۹       |
| سنت لوسیا              | سنت لوسیا              | ۱۳٬۰۹۸      | ۲۸۳       |
| نیوزیلند               | نیوزیلند               | ۱۳٬۰۶۹      | ۴۷        |
| سودان جنوبی            | سودان جنوبی            | ۱۲٬۹۰۴      | ۱۳۳       |
| هنگ کنگ                | هنگ کنگ                | ۱۲٬۴۹۰      | ۲۱۳       |
| جمهوری آفریقای مرکزی   | جمهوری آفریقای مرکزی   | ۱۱٬۹۶۱      | ۱۰۱       |
| یمن                    | یمن                    | ۱۰٬۰۷۲      | ۱٬۹۷۲     |
| گامبیا                 | گامبیا                 | ۱۰٬۰۳۴      | ۳۴۲       |
| اریتره                 | اریتره                 | ۷٬۶۵۶       | ۶۳        |
| نیجر                   | نیجر                   | ۷٬۱۶۳       | ۲۶۹       |
| سان مارینو             | سان مارینو             | ۶٬۴۶۴       | ۹۴        |
| گینه بیسائو            | گینه بیسائو            | ۶٬۴۴۸       | ۱۴۹       |
| سیرالئون               | سیرالئون               | ۶٬۴۲۲       | ۱۲۱       |
| دومینیکا               | دومینیکا               | ۶٬۲۳۳       | ۴۲        |
| گرنادا                 | گرنادا                 | ۵٬۹۱۵       | ۲۰۰       |
| لیبریا                 | لیبریا                 | ۵٬۸۴۴       | ۲۸۷       |
| سنت وینسنت و گرنادین‌ها | سنت وینسنت و گرنادین‌ها | ۵٬۷۲۲       | ۷۷        |
| چاد                    | چاد                    | ۵٬۷۰۳       | ۱۸۱       |
| لیختن‌اشتاین            | لیختن‌اشتاین            | ۵٬۴۰۱       | ۶۷        |
| کومور                  | اتحاد قمر              | ۴٬۵۶۹       | ۱۵۱       |
| آنتیگوآ و باربودا      | آنتیگوآ و باربودا      | ۴٬۱۶۲       | ۱۱۷       |
| موناکو                 | موناکو                 | ۴٬۱۱۴       | ۳۶        |
| سائوتومه و پرنسیپ      | سائوتومه و پرنسیپ      | ۳٬۷۳۳       | ۵۷        |
| سنت کیتس و نویس        | سنت کیتس و نویس        | ۲٬۷۹۶       | ۲۸        |
| بوتان (کشور)           | بوتان                  | ۲٬۶۴۹       | ۳         |
| واتیکان                | واتیکان                | ۲۷          | ۰         |
| جزایر سلیمان           | جزایر سلیمان           | ۲۰          | —         |
| پالائو                 | پالائو                 | ۸           | ۰         |
| وانواتو                | وانواتو                | ۶           | ۱         |
| جزایر مارشال           | جزایر مارشال           | ۴           | —         |
| ساموآ                  | ساموآ                  | ۳           | —         |
| کیریباتی               | کیریباتی               | ۲           | —         |
| ایالات فدرال میکرونزی  | ایالات فدرال میکرونزی  | ۱           | ۰         |
| تونگا                  | تونگا                  | ۱           | —         |
| 1. 2. 3.               |                        |             |           |

## موارد ابتلای تأیید شده
تا ۲۷ مارس ۲۰۲۱، بیش از ۱۲۶ میلیون مورد ابتلا به ویروس کووید-۱۹ دیده شده‌ که بیش از ۷۱.۴ میلیون نفر از آنان بهبود یافته‌اند. میزان تلفات تا ۲۷ مارس ۲۰۲۱ نیز بیش از ۲/۷۷ میلیون نفر گزارش شده‌است. اما بنابه نظر سازمان بهداشت جهانی اروپا هم‌اکنون منشأ شیوع این بیماری چین است.

### آفریقا
مواردی از کووید ۱۹ در الجزایر، مصر، کامرون، مراکش، نیجریه، سنگال، توگو، آفریقای جنوبی و تونس تأیید شده‌است.

#### الجزایر
در ۲۵ فوریه (۶ اسفند) الجزایر نخستین مورد از کووید-۱۹ را گزارش کرد، یک مرد ایتالیایی که در ۱۷ فوریه (۲۸ بهمن) به الجزایر آمده بود.

#### تونس
نخستین مورد در ۲ مارس تأیید شد، وی یک فرد تونسی بود که به تازگی از ایتالیا بازگشته بود.

#### کامرون
در ۶ مارس نخستین مورد از کووید ۱۹ در کامرون تأیید شد.

#### مصر
از ۲۶ ژوئیه تمام پروازهای از چین به مصر، مسدود شدند. وزارت بهداشت مصر نخستین مورد از کووید-۱۹ را در ۱۴ فوریه (۲۵ بهمن) اعلام کرد یک فرد چینی در فرودگاه بین‌المللی قاهره.

### آسیا

#### افغانستان
سه مورد مشکوک در شهر هرات که از قم آمده بودند شناسایی شد که در ۲۴ فوریه (۵ اسفند) ابتلای یک نفر از آن‌ها به کووید-۱۹ توسط دکتر فیروزالدین فیروز وزیر صحت عامه (بهداشت و سلامت) افغانستان تأیید شد.

#### اندونزی
در ۲ فبروری ۲۰۲۰ تعداد ۲۴۳ نفر تبعه خود را که از ووهان چین آمده بودند در جزایر نایب‌السلطنتی ناتونا قرنطینه کرد.

#### ایران
در پی دنیاگیری ۲۰–۲۰۱۹ کروناویروس|بحران دنیاگیری بیماری کروناویروس در نقاط مختلف جهان، دنیاگیری کروناویروس در ایران رسماً در تاریخ ۲۹ بهمن ۱۳۹۸ تأیید شد. روز چهارشنبه ۱۴ اسفند حسن روحانی، رئیس‌جمهور ایران گفت، شیوع ویروس جدید کرونا تقریباً تمامی استان‌های کشور را دربرگرفته است. به گفته روابط عمومی وزارت بهداشت، درمان و آموزش پزشکی ایران تا ظهر سه‌شنبه ۵ فروردین ۱۳۹۹، تعداد ۲۴۸۱۱ بیمار مبتلا به کووید-۱۹ در کشور شناسایی شده که از این تعداد ۱۹۳۴ نفر جان باخته‌اند و همچنین ۸۹۳۱ نفر از مبتلایان به این ویروس تاکنون بهبود یافته‌اند.  این آمار تا تاریخ ۱۹ اسفند صرفاً بر مبنای موارد مثبت تست کرونا طبق استاندارد سازمان جهانی بهداشت و از این تاریخ برمبنای عوارض بالینی سی‌تی اسکن ریه در کنار تست بوده‌است. تخمین‌هایی که توسط محققان و صاحب‌نظران زده شده، از جمله تحقیقاتی در دانشگاه تورنتو، میزان ابتلا و مرگ و میر را بسیار بیشتر از آمار رسمی دانسته‌اند.

#### تایلند
نخستین مورد تایلند که نخستین مورد بیرون از چین هم شمرده می‌شد، در ۱۳ ژانویه (۲۳ دی) اعلام شد.
در ۱۵ فوریه (۲۶ بهمن) ۳۵امین مورد، یک زن ۳۰ ساله تایلندی بود که در یک بیمارستان خصوصی کار می‌کرد. این نخستین مورد عفونت در یکی از کارکنان بخش پزشکی بود. بازرسی‌ها نشان داد وی در برخورد با یک بیمار از ماسک و لباس محافظ استفاده نکرده بود.

#### چین
مبتلای صفر (اولین مبتلا) در شهر ووهان چین دیده شد. این بیماری ابتدا با علائمی مشابه آنفولانزا خود را نشان داد و سرانجام مشخص شد ویروس جدیدی به نام کویید -۱۹ این افراد را آلوده کرده‌است.
میزان آلودگی در روزهای اول در چین بسیار زیاد بود اما به مرور زمان از میزان افزایش تعداد مبتلایان کاسته شد. به شکلی که دولت چین در ۱۹ مارس ۲۰۲۰ اعلام کرد در ۲۴ ساعت گذشته هیچ ابتلای جدیدی به کرونا در ووهان دیده نشده‌است.

#### ژاپن
نخستین مورد کووید-۱۹ یک شخص ۳۰ ساله بود که سفری به ووهان چین داشت و در ۶ ژانویه (۱۶ دی) به ژاپن بازگشته بود.

#### کامبوج

نقشه همه‌گیری در کامبوج
(نتایج اعلام شده تا ۳۰ ژوئیه):
وجود موردهای تأیید شده
وجود موردهای مشکوک

یک مرد شصت ساله که به همراه خانواده‌اش از ووهان چین به شهر ساحلی سیهاناک‌ویل آمده بود، در ۲۷ ژانویه (۷ بهمن) به عنوان نخستین مورد کرونا در کامبوج تأیید شد.

#### کره جنوبی
نخستین مورد بیماری کروناویروس ۲۰۱۹ در کره جنوبی در ۲۰ ژانویه (۳۰ دی) گزارش شد.

#### کویت
در ۲۴ فوریه (۵ اسفند) ۳ نفر در کویت که به شهر مشهد در ایران رفته بودند، به عفونت مبتلا شدند. ملیت این سه نفر یکی شهروند کویت، یکی شهروند عربستان سعودی و یکی دیگر شهروندی‌اش فاش نشده‌است.

#### هند
دولت هند به شهروندانش توصیه‌های مسافرتی داد به ویژه در مورد شهر ووهان که ۵۰۰ دانشجوی پزشکی در آنجا تحصیل می‌کنند. دولت هند از هفت فرودگاه بین‌المللی خود درخواست کرد بر روی مسافرانی که از چین می‌آیند غربال دمایی انجام دهند. ۱۰۵ نفر از مهاراشترا به دلیل احتمال مواجهه با بیماری قرنطینه شدند.

### اروپا
نخستین موردها از فرانسه و آلمان با تعداد کم گزارش شدند. در ۲۱ فوریه (۲ اسفند)، یک همه‌گیری وسیع در ایتالیا گزارش شد.

#### اتریش
در ۲۵ فوریه (۶ اسفند)، اتریش ۲ مورد تأیید شده از کووید-۱۹ را اعلام کرد، یک مرد ۲۴ ساله و یک زن ۲۴ ساله که در بیمارستان در اینسبروک درمان شدند.

#### ایتالیا
دنیاگیری کروناویروس در ایتالیا به عنوان بخشی از فرایند دنیاگیری ۲۰–۲۰۱۹ کروناویروس، در روز ۳۱ ژانویه ۲۰۲۰ در ایتالیا مورد تأیید قرار گرفت. منشأ این شیوع دو جهانگرد چینی بودند که تست آنها در شهر رم مثبت اعلام شد. یک هفته بعد، مردی ایتالیایی که از شهر ووهان چین به ایتالیا بازگشته بود، در بیمارستان بستری شده و به عنوان سومین مورد در ایتالیا تأیید شد. به دنبال این ماجرا خوشه‌ای از موارد ابتلا به کووید ۱۹ شناسایی شد. با تأیید ۱۶ مورد ابتلا در ۲۱ فوریه و سپس ۶۰ مورد ابتلای دیگر در ۲۲ فوریه و همچنین اولین مورد فوت در لمباردی این خوشه آغاز شد. در ابتدای ماه مارس، ویروس در تمام مناطق ایتالیا گسترش یافته‌بود.
در ۱ مارس، شورای وزیران به منظور ساماندهی مهار شیوع بیماری، حکمی را تصویب کرد. در این حکم قلمرو ملی ایتالیا به سه منطقه تقسیم شد:
- منطقه قرمز (متشکل از شهرداری‌های برتونیکو، کاسالپوسترلنگو، کاستلگروندو، کاستیلیونه دآدا، کودونیو، فومبیو، مالئو، سن فیورانو، سومالیا و ترانووا دی پاسرینی در لومباردی، و شهرداری وُ در ونتو)، که در آنها کل جمعیت در قرنطینه قرار گرفته‌اند.
- منطقه زرد (متشکل از مناطقی از لومباردی، ونتو، و امیلیا-رومانا) که در آنها رویدادهای اجتماعی و ورزشی به حالت تعلیق درآمده، و مدارس، تئاترها، کلوپ‌ها و سینماها تعطیل شده‌اند.
- بقیه قلمرو ملی، که اقدامات ایمنی و پیشگیری در مکان‌های عمومی تبلیغ می‌شود و ضد عفونی به شکل ویژه در حمل و نقل عمومی انجام می‌گیرد.

در ۴ مارس، دولت ایتالیا تعطیلی کلیه مدارس و دانشگاه‌ها را در قلمرو ملی به مدت دو هفته وضع کرد.
شامگاه ۹ مارس، قرنطینه به تمام ایتالیا گسترش یافت. در ۱۹ مارس، درگذشتگان ایتالیا به ۳٬۴۰۵ نفر رسید و با گذر از چین، به نخستین کشور از لحاظ تعداد مرگ تأیید شده در جهان تبدیل شد. در ۲۳ مارس، ایتالیا با ۵۰٬۴۱۸ مورد در جریان (بیش از دو برابر تعداد موارد در جریان هر کشور دیگر)، مرکز جهانی موارد در جریان کرونا ویروس است. با ۶٬۰۷۷ مورد مرگ و ۷٬۴۳۲ مورد بهبودی، تعداد کل موارد تأیید شده ۶۳٬۹۲۷ نفر است.

#### روسیه
در ۳۱ ژانویه (۱۱ بهمن) دو مورد تأیید شدند، یکی در استان تیومن و یکی در سرزمین زابایکالسکی. هر دو مورد، ملیت چینی داشتند.

#### فرانسه
نخستین مورد در فرانسه از شهر بوردو در ۲۴ (۱۴ بهمن) ژانویه به همراه ۲ مورد از پاریس گزارش شد.

#### سوئیس
اداره فدرال بهداشت عمومی سوئیس اعلام کرد که نخستین مورد ابتلا به کرونا در این کشور مورد تأیید قرار گرفته‌است.

### آمریکا

#### ایالات متحده آمریکا
اولین مورد تأیید شده از همه‌گیری کروناویروس (COVID-19) در ایالات متحده در ۲۱ ژانویه سال ۲۰۲۰ اعلام شد. تا تاریخ ۹ مارس ۲۰۲۰ حداقل ۷۵۴ مورد تأیید شده و مشکوک در ایالات متحده وجود داشته‌است که شامل ۲۶ مرگ است که ۱۸ نفر از کشته شدگان در ایالت واشینگتن بودند که ۱۳ نفر از آنها در خانه سالمندان بودند.
در تاریخ ۲۵ فوریه، مقامات بهداشتی آمریکا از جمله مرکز کنترل و پیشگیری بیماری (CDC) گزارش دادند که آنها انتظار همه‌گیری ویروس را در ایالات متحده داشتند و از دولت‌های محلی، مدارس و مشاغل خواسته‌اند تا برنامه‌هایی از قبیل لغو تجمعات گسترده را اجرا کنند.
در تاریخ ۲ مارس، CDC انتشار تعداد آزمایش‌های انجام شده را متوقف کرد. در بیشتر مناطق ایالات متحده، آزمایش تا امروز فقط بر روی افراد علامت دار با سابقه سفر به ووهان و سایر نقاط مهم آسیا انجام شده‌است. در ۷ مارس، مقامات CDC تأیید کردند که ویروس در جامعه رواج دارد - یعنی از فرد به شخص دیگری با منبع ناشناخته منتقل می‌شود. آنها گفتند که انتقال گسترده ممکن است تعداد زیادی از افراد را به دنبال بستری شدن در بیمارستان و سایر مراقبت‌های بهداشتی وادار کند، که ممکن است سیستم‌های مراقبت‌های بهداشتی را تحت تأثیر قرار دهد.

#### کانادا

نقشه همه‌گیری در کانادا
(نتایج اعلام شده تا ۳۰ ژوئیه):
وجود موردهای تأیید شده
وجود موردهای مشکوک

در ۲۳ ژانویه (۳ بهمن)، پتی هایدو وزیر بهداشت اعلام کرد ۵ یا ۶ نفر برای بیماری مورد بررسی قرار گرفته‌اند.

#### مکزیک
تا کنون ۶ مورد از کرونا در مکزیک تأیید شده‌است.

### اقیانوسیه

#### استرالیا
در ۲۵ فوریه (۶ اسفند) ۲۳ مورد مبتلا به کووید-۱۹ در استرالیا گزارش شدند که ۱۱ مورد آنها بهبود یافتند.

#### نیوزلند
در ۶ ژوثن ۲۰۲۰ مقامات بهداشت نیوزلند اعلام کردند، بعد از دو هفته هیچ موردی از ابتلا به ویروس کرونا در این کشور دیده نشده‌است و بدین وسیله نابودی ویروس کرونا در این کشور را تأیید کردند و تقریباً تمامی محدودیت‌های اعمال‌شده برای مقابله با شیوع کرونا لغو شد. این کشور یکی از موفق‌ترین کشورها در مقابله و کنترل ابتلا به ویروس کرونا بود، چرا که سخت‌گیرانه‌ترین قرنطینه‌ها را بین کشورهای جهان اجرا کرد.

### ترابری جهانی
همه‌گیری ویروس کرونای جدید به چند کشتی مسافربری از جمله دایموند پرینسس و ام‌اس وستردام نیز رسید، در کشتی ورلد دریم نیز پس از بررسی مشخص شد هیچ‌کس بیمار نیست.